# 賽歐鎮區 (密歇根州)
賽歐鎮區（英語：Scio Township）是位於美國密歇根州沃什特瑙縣的一個行政鎮區。

## 地方資料
賽歐鎮區的面積為88.60平方千米，當中陸地面積為87.36平方千米，而水域面積為1.24平方千米。根據2020年美國人口普查的數據，當地共有人口17552人，而人口密度為每平方千米198.1人。